# Ma belle-mère est une sorcière (film, 2025)
Pour plus de détails, voir Fiche technique et Distribution.
Ma belle-mère est une sorcière est un film québécois réalisé par Joëlle Desjardins Paquette (en), dont la sortie est prévue en 2025 et mettant en vedette Juliette Aubé, Marilyn Castonguay et Pierre-Yves Cardinal.
Scénarisé par Dominic James et Christine Doyon (en) d'après une histoire de Martin Bartlett, le film fait partie de la série de films pour la jeunesse Contes pour tous.

## Synopsis
Margot, une jeune fille dont les parents se sont séparés, découvre en rentrant de l'école que son père a trouvé un nouvel amour. Elle est persuadée que cette nouvelle femme est une sorcière et qu'elle a envoutée son père. Elle fera tout pour conjurer ce sort et pour reconstituer sa famille originelle.

## Fiche technique
Sources : IMDb et Films du Québec
- Titre original : Ma belle-mère est une sorcière
- Réalisation : Joëlle Desjardins Paquette (en)
- Scénario : Dominic James et Christine Doyon (en), d'après une histoire de Martin Bartlett
- Musique : Sei Nakauchi Pelletier
- Direction artistique : Marie-Pier Fortier
- Costumes : Gabrielle Lauzier
- Maquillage : Éloïse Bourbeau
- Photographie : Barry Russell
- Son : Pablo Villegas, Sébastien Bédard, Luc Boudrias (en)
- Montage : François Larochelle
- Production : Antonello Cozzolino (en), Brigitte Léveillé et Dominic James
- Société de production : Attraction, La Fête
- Société de distribution : TVA Films
- Pays de production :  Canada
- Tournage : du 31 mars au 1er mai 2025 à Montréal et dans ses environs, dont Châteauguay[2]
- Langue originale : français
- Format : couleur
- Genre : comédie jeunesse, comédie fantastique
- Dates de sortie :
  - Canada : 
    - 10 octobre 2025 (sortie en salle au Québec)

## Distribution
- Juliette Aubé : Margot
- Marilyn Castonguay : Jeanne, la belle-mère de Margot
- Pierre-Yves Cardinal : Marcel Rivard, le père de Margot
- Marc-André Leclair (en) : Mme Dalloway
- Étienne Cardin : Éli-Antoine Galarneau-Ouellet
- Mali Corbeil Gauvreau : Adèle
- Lily Thibeault : Stéphanie Séguin
- Rémi Prévost : Paul
- Anaïs Céus : Béatrice